# NGC 1035
NGC 1035 (другие обозначения — MCG −1-7-27, IRAS02370-0820, PGC 10065) — спиральная галактика (Sc) в созвездии Кит.
Этот объект входит в число перечисленных в оригинальной редакции «Нового общего каталога».
Галактика входит в состав скопления галактик, самым крупным членом которого является NGC 1052.
Объект является галактикой с активным ядром.
В галактике вспыхнула сверхновая звезда SN 1990E типа II-P. Её пиковая звёздная величина составила 15,2.
Галактика NGC 1035 входит в состав группы галактик NGC 1052. Помимо NGC 1035 в группу также входят ещё 10 галактик.
Галактика NGC 1035 входит в состав группы галактик NGC 1084. Помимо NGC 1035 в группу также входят ещё 14 галактик.